# Molleboon
La molleboon és un menjar dolç típic de la ciutat de Groningen (Països Baixos). Està feta a base de faves. El nom ve de boon ('mongeta') i mol, que és una mena de wok en el qual es rosteixen les faves. La recepta ve probablement de les Índies Orientals Neerlandeses.
El nom molleboon també es refereix als habitants de la ciutat de Groningen. Per designar els representants dels barris s'utilitzaven mollebonen. La persona que n'havia agafat una de color blanc podia ser representant i els que n'agafaven una de negra no. Al Museu de Groningen encara es conserven algunes mollebonen de ceràmica.